# Alphabet City

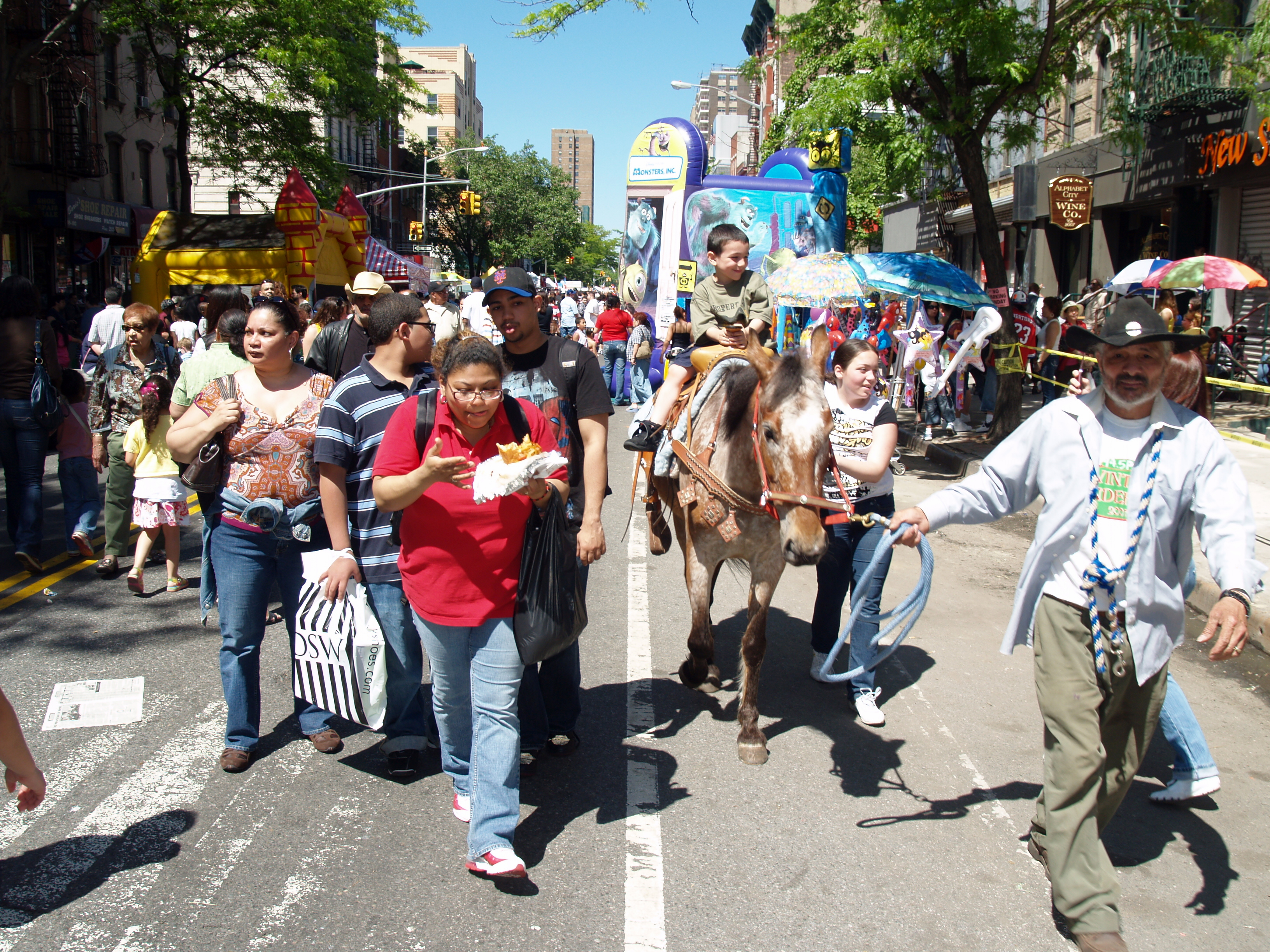
Gatufest på Avenue C.

Alphabet City är ett informellt område på Manhattan i New York. Det begränsas av, och är namngivet efter, avenyerna som öster om First Avenue har fått bokstavsnamnen A-D i East Village på Lower East Side. Området sträcker sig mellan 14th Street i norr och Houston Street i söder och österut från First Avenue till East River.

## Etymologi
När Manhattan planlades hade alla parallellgator öster om First Avenue bokstavsnamn där den första fick namnet Avenue A och sen stigande bokstavering österut. Norr om Houston Street byttes namnen på dessa gator till helt andra namn. Det är först på 1980-talet som det finns belägg för att området kallades "Alphabet City", tidigare särskildes inte denna del ur Lower East Side. Till en början kallades den även Alphabetland och Alphabetville.

## Historik
Innan området bebyggdes bestod det av salt våtmark som en del av East Rivers ekosystem. Våtmarken dikades ur och bebyggdes i början av 1800-talet. I mitten av 1800-talet dominerades stadsbilden av tyska immigranter och området kallades Kleindeutschland och Little Germany, ungefär Lilla Tyskland. Dessa ersattes av en östeuropeisisk judisk befolkning samt irländare och italienare. Det bestod av små enkla hyresfastigheter utan rinnande vatten. Under den här perioden var området ett av New Yorks mest befolkade och värsta slumområden och centrum för prostitution.
När tunnelbanan blev klar kunde befolkningen flytta längre från centrum och befolkningen minskade dramatiskt kring sekelskiftet 1800-1900. På 1960-talet började stadsdelen befolkas av latinamerikanska grupper och framförallt puertoricaner. Stadsdelen fick rykte om sig att vara kreativt och bohemiskt men även kriminellt belastat och centrum för droger innan det gentrifierades på 1990-talet.